# M就是凶手
《M就是凶手》（德語：M）是一部1931年的德国剧情惊悚电影，由弗里茨·朗执导，彼得·罗主演。该片由朗和他的妻子蒂娅·冯·哈伯编剧，是朗的第一部有声电影。在此之前，他已经导演了数十部电影。
本片已成影史经典，朗亦自认为其得意之作。
全劇沒有血腥的鏡頭或台詞，但以劇情推演表現出了連環殺人、黑幫活動、非刑逼供、群眾私刑、變態心理等情節，並嘲諷了道貌岸然的司法系統。
朗曾於訪問中自言：「有人問我為什麼不拍英文版的Ｍ。我想藉由Ｍ來訴說的事都說完了。我現在想說些別的。」

## 劇情概要
一群小孩玩耍中吟唱謀殺棄屍的兒歌。經過的洗衣婦厭惡其詞而制止他們，但她一離開，同樣的兒歌又唱起來了。洗衣婦將洗好的衣物交給公寓中的主婦。適值放學時間，主婦的小女兒拍著球回家，停在一堵牆前。牆上貼有懸賞連環殺人犯的佈告。一名男子口哨吹著《在山魔王的宮殿裏》趨近小女孩，影子恰好疊映於佈告上。影子與小女孩友善交談，得知她姓貝克蔓。貝克蔓媽媽在家中備好午餐等著小女兒回家，但小女孩被男子帶著去買氣球。媽媽等得心焦，始終不見人影，而小女孩的球在荒野中滾動，無人撿拾；買給她的氣球飄到天上被電線纏住，復遭風吹走。
街上的報僮叫賣號外。連環殺手再次得手，而他寫信給報社稱自己不會停手。警方以指紋及筆跡鑑定等當時的先進科技剖繪出兇手，卻無處緝兇。公眾恐慌中相互猜疑，警方在政府高層強力施壓下，動員所有人力，不眠不休，以棄屍地點為圓心往外作地毯式偵搜，卻徒勞無功，一無所獲。黑幫因地下經營場所遭警方掃蕩而利益受損，復不齒連環殺手之所為，聚會決定發動道上力量自行逮人。為求能有足夠的眼線且不引人注目，因而召集所有乞丐及身負殘疾的各路小販，劃定格狀責任區密切監控。所有帶著小孩同行的成人，無分男女，無時無刻都被暗中跟監。同時，警方則喬裝為稅吏，挨戶查訪精神治療機構出院者。在其中一戶中所查到的證物皆符合警方所掌握線索，唯書桌不符。探長靈光一現：寫信用不著在書桌上寫。重新造訪該處後於可寫字的窗台上發現決定性證據，因而鎖定真兇，於其家中守株待兔。
於警方坐守之時，屋主正於街上閒晃。偶於櫉窗倒影中見著喜歡的小女孩類型。幾經掙扎，仍吹著《在山魔王的宮殿裏》跟隨小女孩而去。口哨聲隨著他接近而漸趨激烈。在最高潮時，小女孩卻為其母親接走。選定的目標得而復失的男子沮喪地至一旁的小酒館飲酒。兩杯烈酒下肚後，復振作精神，吹著《在山魔王的宮殿裏》而去。
售賣氣球的盲眼老者聽聞口哨聲，憶及貝克蔓被殺當日，帶她來買氣球的兇手同樣吹著《在山魔王的宮殿裏》。在召來一旁的小夥子確知吹口哨的男子身邊帶著一名小女孩後，急向小夥子說明經過以讓他尾隨而去。
小夥子追踪二人至一家糖果店外。男子買了糖果給小女孩後復出至店外，掏出隨身小刀，卻原來是為了削水果。小夥子以粉筆在掌心寫個大大的Ｍ後，以男子在公共場合動刀為由往他身上胡亂拍打，並聲言報警。如驚弓之鳥般的男子未曾留意其肩後已被印上Ｍ字（意即目標，Mark）。
黑幫接獲通報後，下令動員人手，輪流跟監。由於人員不斷輪換，被跟監的Ｍ一無所知，直至同行的小女孩發現了他肩後有Ｍ字，心生警愓的男子方才赫然發覺已遭不明人士包圍。無路可逃的Ｍ情急之下遁入一幢辦公樓之中，藏身頂樓雜物間內。在所有人下班離去後，警衛將樓內各處上鎖，Ｍ因而也被鎖在雜物間中。
黑幫得知Ｍ藏身處後，全體前往圍捕。他們威逼門口警衛開門，復以嚴刑拷問大樓內詳情，並藉以制伏另兩名巡邏警衛，再四下破門搜掠Ｍ之所在。由於害怕誤觸地下金庫警鈴，改由樓地板打洞搥降入內查看。
被困於頂樓雜物間的Ｍ以隨身小刀橇門，卻橇斷小刀，不得不拔出一根大釘子敲扁以作為工具。敲擊聲為門外黑幫所聞，諸人蜂湧而至，以鑰匙開門後入內搜捕。遭制伏的警衛醒轉後趁人不備按下警鈴。幫眾惶急間加緊搜掠，於雜物間隙中捕獲Ｍ後，挾持至其秘密巢穴，卻忙中有錯，未一同撤出在地下室者，因而遭聞訊而來的警方逮捕。
被捕幫派份子守口如瓶，期盼以輕罪矇混過關。由於黑幫在建築內四處破門，卻未擄掠財物，感覺事有蹊蹺的警方找來邋遢的值班刑警協助。他惺惺作態，以莫測高深之姿套問口供。
Ｍ發覺被困於某處地下室中，群眾組成「法庭」，亮出遭殺害小女孩之遺照以審問其罪行。Ｍ甚至獲指派一名「辯護律師」，律師卻自承幫助不大。Ｍ逃逸不得，狡賴不成，要求送交警方亦不獲允。群情汹汹，但欲以私刑處置。Ｍ於巨大壓力下精神崩潰。坦承其變態慾望如何無從抑制，反而控制其精神意志。「辯護律師」藉其供詞聲言其精神失常，在Ｍ昏厥後力主送交警方。「法庭」群眾大表不滿，聚集將施以私刑。警方於最後一刻破門而入。
最後一幕為法庭內景。莊嚴堂皇的庭長推事錄事等人入座。旁聽席上三名憔悴的婦女面對鏡頭。其中貝克蔓媽媽聲言「刑罰不能讓孩子們回來」「看好小孩」「全部都要」。